# Compagnia di Antivari
La Compagnia di Antivari è stata una società anonima a capitale italiano, costituita nel 1905 a Cetinje per la costruzione del porto di Antivari, della navigazione sul lago di Scutari e di linee navali e ferroviarie per le comunicazioni interne e con l'estero del Principato (poi Regno) del Montenegro.
Con la Regia Cointeressata dei tabacchi del Montenegro e la Società Commerciale d'Oriente era il frutto di un paziente lavoro di penetrazione politico-economica portato avanti dal cosiddetto "gruppo veneziano", ovvero Roberto Paganini, Piero Foscari e Giuseppe Volpi, un sodalizio tra imprenditori e alta banca con lo scopo di riunire sotto i capitali italiani gli ex possedimenti della Repubblica di Venezia sull'Adriatico. Promossa dal principe Nicola I del Montenegro, padre della futura regina Elena di Savoia ha operato fino agli anni della seconda guerra mondiale, seppure nazionalizzata dal Montenegro, ed è stata definitivamente liquidata solo negli anni '50.